# Гули (Северная Осетия)
Гу́ли (осет. Гули) — село в Алагирском районе Республики Северная Осетия-Алания.
Входит в состав муниципального образования «Фиагдонское сельское поселение»

## Этимология
В топонимике Северной Осетии, одним из наиболее важных и интересных названий представляется Гули. Оно до сих пор не получило удовлетворительного объяснения и может быть рассматриваемо как тополексема. А. Д. Цагаева включила Гули в перечень «необъяснённых географических названий Осетии». Существует легенда о том, что название Гули связано с именем первопоселенца Гули. В. П. Кобычев предполагал, что Гули в Северной Осетии, Гули в Ингушетии и Гули в Грузии являются вариантами вайнахского топонима. Трудно сказать, связаны ли указанные В. П. Кобычевым топонимические названия, но несомненно одно: в осетинском Гули «г» изначально.
Есть довольно веские основания считать, что в основе топонима лежит грузинское — гули, что в переводе означает — «сторона, бок». Такое объяснение поддерживается топографией местности: Гули расположено на исключительно крутом склоне горы. Кажется невероятным, чтобы человек мог выбрать это место для постоянного жительства. Но условия безземелья заставили горцев обосноваться в самых необычных местах. Одно из них — Гули. 

## Фамилии
В селении проживали следующие фамилии: Арисхановы, Газиевы, Гугкаевы, Каболовы, Кайтмазовы, Кцоевы.

## Достопримечательности
В селении и его окрестностях зафиксированы две башни, семь склепов, одно святилище и два пещерных укрепления.